# Idioma resígaro

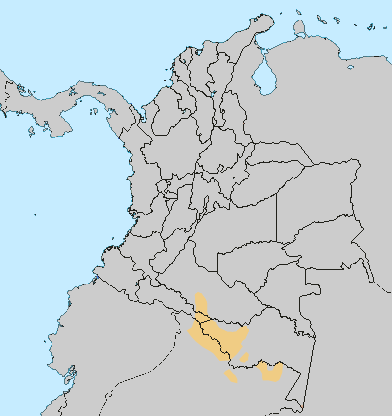
Familia de lenguas bora-witoto que incluye, además de los ocainas, los nonuñas, los uitotos, los muninanes y los bora-mirañas, entre otros.

El resígaro es lengua indígena de la familia arawak hablada en el departamento de Loreto (Perú).
Actualmente el resígaro es una lengua altamente amenazada, pero con hablantes que aún mantienen los rasgos puros del resígaro, hablada por un puñado de personas en las localidades del noreste de Perú de Puerto Isango y Brillo Nuevo, sobre el río Yaguasyacu, tributario del Ampiyacu, que fluye hacia la Amazonia en Pebas. La lengua principal de todos los resígaros es el idioma bora o el ocaina, ambas de la familia bora-witoto, siendo el resígaro una lengua de uso más restringido.

## Historia y distribución
La información acerca de la historia de los resígaros, al igual que sucede con otros pueblos de la misma región como los boras, witotos y ocainas, es escasa. Whiffen (1915) encontró a los resígaros asentados en las orillas del Japurá (Caquetá), al norte de los cahuinari, en Colombia. En ese tiempo, los resígaros eran una minoría en la región (unos mil individuos, frente a unos 15.000 boras). La evidencia léxica apunta que los resígaros habrían llegado a esa región procedentes del área del Içana-Vaupés, más al norte y al este. Del contacto con los boras, el resígaro muestra numerosos préstamos de esta lengua, junto a léxico común al tariana y al baniwa de su región originaria. Hacia finales de 2016 solo se contabilizaba una única hablante de la lengua: Rosa Andrade.

## Clasificación
El resígaro es una lengua arawak de la rama septententrional. Geográficamente, es la lengua situada más al sur de la rama septentrional. Dentro de la rama septentrional, el resígaro muestra las mayores afinidades léxicas con el tariana y el kurripako del área lingüísticas del Vaupés-Içana, situada más al norte. Eso revela que los resígaros migraron al sur desde una ubicación más septentrional. El contacto con lenguas bora-witoto supuso una importante reestructuración de la gramática del resígaro que, por esa razón, actualmente es una lengua arawak tan atípica. Inicialmente, el resígaro fue clasificado junto con el bora, debido a que comparten cerca del 25% del vocabulario, hasta que, sobre mejores datos, se vio que comparte con el tariana y el baniwa algo más del 50% del vocabulario. Gramaticalmente, el resígaro tiene muchas estructuras comunes con el bora, debidas al préstamo gramatical.

## Descripción lingüística
El resígaro comparte cerca de un 60% de su léxico con el tariana y el baniwa del área del alto Vaupés. Sin embargo, los resígaro, al asentarse fuera del área del alto Vaupés, estuvieron sometidos a la influencia lingüística de las lenguas bora-witoto. De hecho, todos los hablantes de resígaro son ahora bilingües o trilingües, y hablan alguna otra lengua witoto, además de resígaro. Eso ha producido una reestructuración general de la gramática del resígaro que lo hace gramaticalmente muy diferente de las lenguas arawaks del alto Vaupés, aun cuando su relación con esas lenguas es evidente en el léxico. Los préstamos no se limitan sólo al vocabulario secundario, sino que también incluye pronombres y sufijos nominales.

### Préstamos del bora-witoto
Los préstamos las lenguas bora-witoto al resígaro se dan tanto en el vocabulario básico o nuclear como en el vocabulario secundario o no nuclear. Entre los términos considerados básicos están:
Resígaro -eʔhepe 'dientes', Witoto muinane iipe (< proto-witoto *pe), aunque el resígaro retiene la forma -onene 'dientes frontales' del proto-arawak *nene);